# Dreamland (film 2019)
Dreamland è un film del 2019 diretto da Miles Joris-Peyrafitte.
La pellicola, su una sceneggiatura di Nicolaas Zwart ha per protagonisti Finn Cole e Margot Robbie, con questa che figura anche tra i produttori, per la LuckyChap Entertainment.

## Trama
Anni '30, Eugene vive in un villaggio rurale del Texas settentrionale. All'età di cinque anni il padre John Baker, alcolizzato, abbandona lui e sua madre. Eugene si appassiona a storie di fuorilegge e viaggiando con la fantasia supera le sue tristezze. La madre Olivia si risposa con George Evans, il vice-sceriffo del luogo, e da questo ha una figlia, Pheobe.
Eugene ha un legame profondo con la sorellina ma con il patrigno non riuscirà mai a comprendersi, restando legato alla figura del padre del quale gli rimane solo una cartolina, ricevuta per il suo sesto compleanno, nel quale questo gli parlava del golfo del Messico come del luogo in cui aveva ritrovato la pace.
Mentre tutta la zona è devastata dalle continue tempeste di polvere, al giovane Eugene, in cerca di lavoro, succede qualcosa che sembra concretizzare una delle storie di fantasia contenute nelle sue letture preferite. La terribile fuorilegge Allison Wells, accusata di rapine e dell'omicidio di una bambina avvenuto nel corso di una di queste, si rifugia nel fienile degli Evans e richiede l'aiuto e la complicità di Eugene.
Con una taglia sulla testa di 10.000 dollari, Eugene potrebbe diventare ricco nel denunciarla ma lei, sfruttando anche il suo fascino, prima si fa curare una ferita dal ragazzo, quindi approfitta del nascondiglio offerto, e poi gli chiede di procurarsi un'auto per farla scappare, promettendo una ricompensa di 20.000 dollari.
Eugene, innamoratosi della bella Allison, coglie l'occasione per dare una svolta ad una realtà che lo opprimeva e dopo aver causato il licenziamento del patrigno, si dà alla fuga con la fuorilegge, rubando l'automobile dello stesso. Lei, che ha da poco perso tragicamente il suo amato compagno e non prova nulla, se non tenerezza, per il ragazzo, non vorrebbe coinvolgerlo nella sua fuga verso il Messico, ma lui insiste. Messo alla prova poi, si dimostra all'altezza, quando, essendo i due ormai al verde, decidono di svaligiare una banca lungo la strada.
Nell'eccitante rapina però qualcosa va storto. Un ostaggio tira fuori una pistola e Eugene, per salvare Ellison lo fredda senza ripensamenti. In macchina il ragazzo realizza quanto successo e va in crisi, con Allison che suo malgrado è costretta a fermarsi. Raggiunti dal patrigno George con i suoi due amici, che li stavano pedinando, i due sono ormai spacciati. George però ricorda le parole della moglie e, dopo aver ferito a morte Allison, risparmia Eugene, nonostante questo gli spari ad una gamba.
È la sorellina Phoebe, intrufolatasi nell'auto del padre e che ha assistito a tutto, a urlare a Eugene di scappare. E il ragazzo se ne va e non si saprà più nulla di lui.

## Riprese
Il film è girato per lo più in Nuovo Messico.